# West Liberty (Virginia Occidental)
West Liberty es un pueblo ubicado en el condado de Ohio en el estado estadounidense de Virginia Occidental. En el Censo de 2010 tenía una población de 1542 habitantes y una densidad poblacional de 876,83 personas por km².

## Geografía
West Liberty se encuentra ubicado en las coordenadas 40°10′0″N 80°35′48″O / 40.16667, -80.59667. Según la Oficina del Censo de los Estados Unidos, West Liberty tiene una superficie total de 1.76 km², de la cual 1.76 km² corresponden a tierra firme y (0.15%) 0 km² es agua.

## Demografía
Según el censo de 2010, había 1542 personas residiendo en West Liberty. La densidad de población era de 876,83 hab./km². De los 1542 habitantes, West Liberty estaba compuesto por el 94.29% blancos, el 3.24% eran afroamericanos, el 0% eran amerindios, el 0.32% eran asiáticos, el 0% eran isleños del Pacífico, el 0.13% eran de otras razas y el 2.01% pertenecían a dos o más razas. Del total de la población el 1.23% eran hispanos o latinos de cualquier raza.